# Little Birds (película)
Little Birds es una película estadounidense de 2012, escrita y dirigida por Elgin James, y protagonizada Juno Temple and Kay Panabaker. En ella, dos chicas dejan su casa para seguir a dos skaters a Los Ángeles. Basada en la vida del director Elgin James, se estrenó en el Sundance Film Festival.

## Descripción
Little Birds proyecta una dura realidad y un brillo inocente, ya que explora el fuerte deseo por escapar de casa y el alto precio que puede costar. El escritor/director Elgin James posee una comprensión innata de los personajes que cobran vida en la pantalla. Juno Temple y Kay Panabaker encarnan perfectamente su fuerza y su fragilidad. Brutalmente honestos y muy bien representados, la película proporciona un retrato impresionante de la inocencia perdida.[cita requerida]

## Argumento
Lily (Juno Temple) y su mejor amiga Alison (Kay Panabaker) viven en las orillas del Mar Salton. Las dos son completamente opuestas: Lily que es suicida, vive con su madre soltera Margaret (Leslie Mann) y quiere escapar de su deprimente ciudad natal, mientras que Alison se crio con su padre alcohólico pero de alguna manera encuentra consuelo en su tío Hogan (Neal McDonough)y está contenta con su vida.
Un día conocen a tres chicos skates y Lily convence a Alison de seguirlos a Los Ángeles, metidas en un mundo de emoción y peligro, las chicas deben decidir hasta dónde están dispuestas a llegar para conseguir lo que quieren.

## Casting
- Juno Temple como Lily Hobart.
- Kay Panabaker como Alison Hoffman.
- Kate Bosworth como Bonnie Mulle.
- Neal McDonough como Hogan.
- Kyle Gallner como Jesse.
- Leslie Mann como Margaret Hobart.
- JR Bourne como John.
- Carlos Pena, Jr. como Louis
- Chris Coy como David.
- David Warshofsky como Joseph Hoffman.

## Soundtrack
1. "Tinted Soft Green" – Elgin James & The Suicide Gang
2. "Tender Branch" – Tift Merritt
3. "Too Far" – Linee
4. "This Town" – Linee
5. "I Will Die Young" – Elgin James & The Suicide Gang
6. "Another Man Don' Gone" – Odetta & Larry
7. "September Gurls" – Big Star
8. "Anenome" – The Brian Jonestown Massacre
9. "Lily & Jesse's Theme" – Chad Gilbert
10. "Boy's Theme" – Elgin James & The Suicide Gang
11. "Alison's Theme (feat. Leslie Stevens)" – Elgin James & The Suicide Gang
12. "Little Birds" – Tift Merritt